# Дадали, Владимир Абдулаевич
Влади́мир Абдула́евич Дадали́ (род. 18 декабря 1937, Николаев, Николаевская область, УССР, СССР) — биохимик, доктор химических наук, профессор кафедры биологической и общей химии имени В. В. Соколовского ФГБОУ ВО «Северо-Западный государственный медицинский университет имени И. И. Мечникова». Доктор философии по натуральной медицине и сертифицированный консультант по нутрициологии Университета натуральной медицины Санта-Фе (город Портленд, штат Орегон, США). Академик Балтийской педагогической академии. Занимается разработкой рецептур биологически активных добавок (БАД).

## Биография
Родился в семье военнослужащего — кадрового подводника. Окончил в 1960 году с отличием фармацевтический факультет Первого Московского государственного медицинского института (ныне университета) имени И. М. Сеченова. Также окончил химический факультет Харьковского государственного университета. С 1987 по 2012 годы заведовал кафедрой биохимии (ныне кафедра биологической и общей химии, образована в 2011 году путем слияния кафедры биологической химии с кафедрой химии ГМА им. И. И. Мечникова). Работал научным сотрудником в Харьковском научно-исследовательском химико-фармацевтическом институте, где стал соавтором разработки лекарственного препарата «Раунатин», а затем на кафедре химической кинетики Харьковского государственного университета.
В 1964 году в связи с открытием Донецкого научного центра АН Украинской ССР перешел на работу сначала в Физико-технический институт научного центра, а затем в открытый в это же время Донецкий государственный университет, где стал организатором и первым руководителем кафедры биохимии на химическом факультете до 1987 года. Кафедра в тесном научном сотрудничестве с Донецким научным центром развернула подготовку специалистов в области биохимии с физико-химическим, молекулярно-биологическим и клинико-биохимическим уклоном, в том числе для лечебных учреждений системы Минздрава.
С 2001 года является научным консультантом консультативно-образовательного центра «Путь к здоровью», где ведёт курсы по нутрициологии, биохимии и действию природных веществ для врачей и всех интересующихся вопросами здоровья.

## Научная деятельность
В. А. Дадали защитил в 1969 году кандидатскую диссертацию на тему «Изучение электронной проводимости в ряду двуядерных мостиковых соединений» по специальности «органическая химия», а в 1986 году в Физико-химическом совете Московского государственного университета им. М. В. Ломоносова докторскую диссертацию на тему «Механизм катализа и структурные эффекты в ряду имидазолов». Полученные результаты исследований были экспериментально затем исследованы в арктических экспедициях как адаптогены.
Основное направление научных интересов — изучение ферментативных систем защиты организма от действия повреждающих факторов внешней среды, изучение теоретических основ и механизмов действия природных антиоксидантов и их комплексов, разработка биологически активных композиций различных аспектов действия на основе природных веществ. Им обоснованы и предложены рецептуры около полутора десятков БАД, многие из которых прошли успешную клиническую апробацию, и предложен фармацевтический препарат «Ново-Аекол», принцип разработки которого защищен патентом Российской Федерации. При активной поддержке профессора В. А. Дадали на кафедре создан межрегиональный центр (инновационный) центр «Адаптоген» во главе с профессором В. Г. Макаровым (со 2 февраля 2012 года руководителем является Игорь Евгеньевич Иванов), в котором развёрнута научно-исследовательская работа в области теории и практики использования природных веществ, разработки и внедрения БАД и лекарственных препаратов на основе природного сырья.
В. А. Дадали проводит семинары для врачей в Санкт-Петербурге, Москве и других городах России, читает лекции в США, Болгарии, Венгрии, Чехии, Монголии, Таиланде, странах ближнего зарубежья. Им организован и активно проводится цикл лекций по биохимии и фармакологии природных веществ (в форме ФПК, 72 часа) в Санкт-Петербурге и Москве. Профессор В. А. Дадали — автор 300 научных работ, соавтор 4 монографий, в его активе 8 авторских свидетельств и 2 патента, под его руководством подготовлены и защищены 16 кандидатских и одна докторская диссертации.

## Общественная деятельность
- Академик Региональной общественной организации учёных «Балтийской Педагогической Академии».
- Почётный председатель «Общества натуральной медицины»[5]

## Награды
- Почётный знак «За отличные успехи в области высшего образования СССР».
- Медаль «В память 300-летия Санкт-Петербурга».

## Почётные звания, премии и другие виды наград
- Член редколлегии Всероссийского журнала «Донозология» и «Профилактическая и клиническая медицина».
- Член методической комиссии по биохимии Минздрава России.
- Член правления Биохимического общества Санкт-Петербурга.
- Член диссертационного совета по докторским диссертациям.
- Член Международного Общества микронутриентологии (США).
- В 2012 году ученым советом Университета натуральной медицины Санта-Фе (город Портленд, штат Орегон, США) В. А. Дадали присвоено звание доктора философии по натуральной медицине и сертифицированного консультанта по нутрициологии.

## Патенты
- Способ лечения больных аллергическим ринитом[6]
- Водорастворимый молекулярный комплекс включения восстановленной формы коэнзима q10 в β-циклодекстрине и способ его препаративного получения[7]
- Экспрессный способ получения восстановленной формы коэнзима q10 на основе катализаторов для использования в фармацевтических и пищевых композициях[8]